# Rajkot (Distrikt)
Der Distrikt Rajkot (Gujarati: રાજકોટ જિલ્લો) ist einer von 26 Distrikten des Staates Gujarat in Indien. Die gleichnamige Stadt Rajkot ist die Hauptstadt des Distrikts. Die letzte Volkszählung im Jahr 2011 ergab eine Gesamtbevölkerungszahl von 3.804.558 Menschen.

## Geschichte
Von vorchristlicher Zeit bis ins Jahr 1472 wurde das Gebiet – wie die ganze Region – von diversen buddhistischen und hinduistischen Herrschern regiert. Die erste Zivilisation war die Indus-Kultur. Das Gebiet wurde im Mittelalter von den Rajputen beherrscht und war in ständige Kämpfe mit muslimischen Heeren verschiedener Dynastien (Sultanat von Delhi, Sultanat Gujarat) verwickelt. Doch erst die Großmoguln konnten das Gebiet zumindest nominell besetzen. Im Jahre 1620 gründete Thakur Sahib Vibhaji Ajoji aus der Fürstenfamilie der Rajputen von Nawanagar das Fürstentum Rajkot und beendete somit die Herrschaft der Großmoguln. Im 18. Jahrhundert wehrte sich das Fürstentum gegen die Eingliederung in das Marathenreich. Es blieb trotz ständiger Kämpfe mit den Marathen ein unabhängiger Prinzenstaat bis zum Jahr 1807. In jenem Jahr wurde Rajkot State ein britisches Protektorat. 1818 bis 1947 gehörte es als unabhängiger Prinzenstaat zum Halar Prant innerhalb der Kathiawar Agency und somit verwaltungstechnisch zur britischen Verwaltungsregion Bombay Presidency. Am 15. August 1947 wurde Rajkot Mitglied des Staatenbundes Saurashtra und am 15. Februar 1948 vollzog es den Anschluss an Indien. Der Distrikt Rajkot wurde erst wieder mit der Auflösung des Saurashtra-Staats 1956 Teil des Bombay-Staats. Im Jahre 1960 wurde dieser indische Bundesstaat geteilt und das Gebiet kam zum neu geschaffenen Bundesstaat Gujarat. Der Distrikt wurde nach dem Ende der britischen Herrschaft und der Entstehung des Saurashtra Staats vergrößert und vom Rajkot State zum Distrikt Rajkot.

## Bevölkerung

### Bevölkerungsentwicklung
Wie überall in Indien wächst die Einwohnerzahl im Distrikt Rajkot seit Jahrzehnten stark an. Die Zunahme betrug in den Jahren 2001–2011 rund 20 Prozent (20,02 %). In diesen zehn Jahren nahm die Bevölkerung um mehr als 630.000 Menschen zu. Die genauen Zahlen verdeutlicht folgende Tabelle:

### Bedeutende Orte

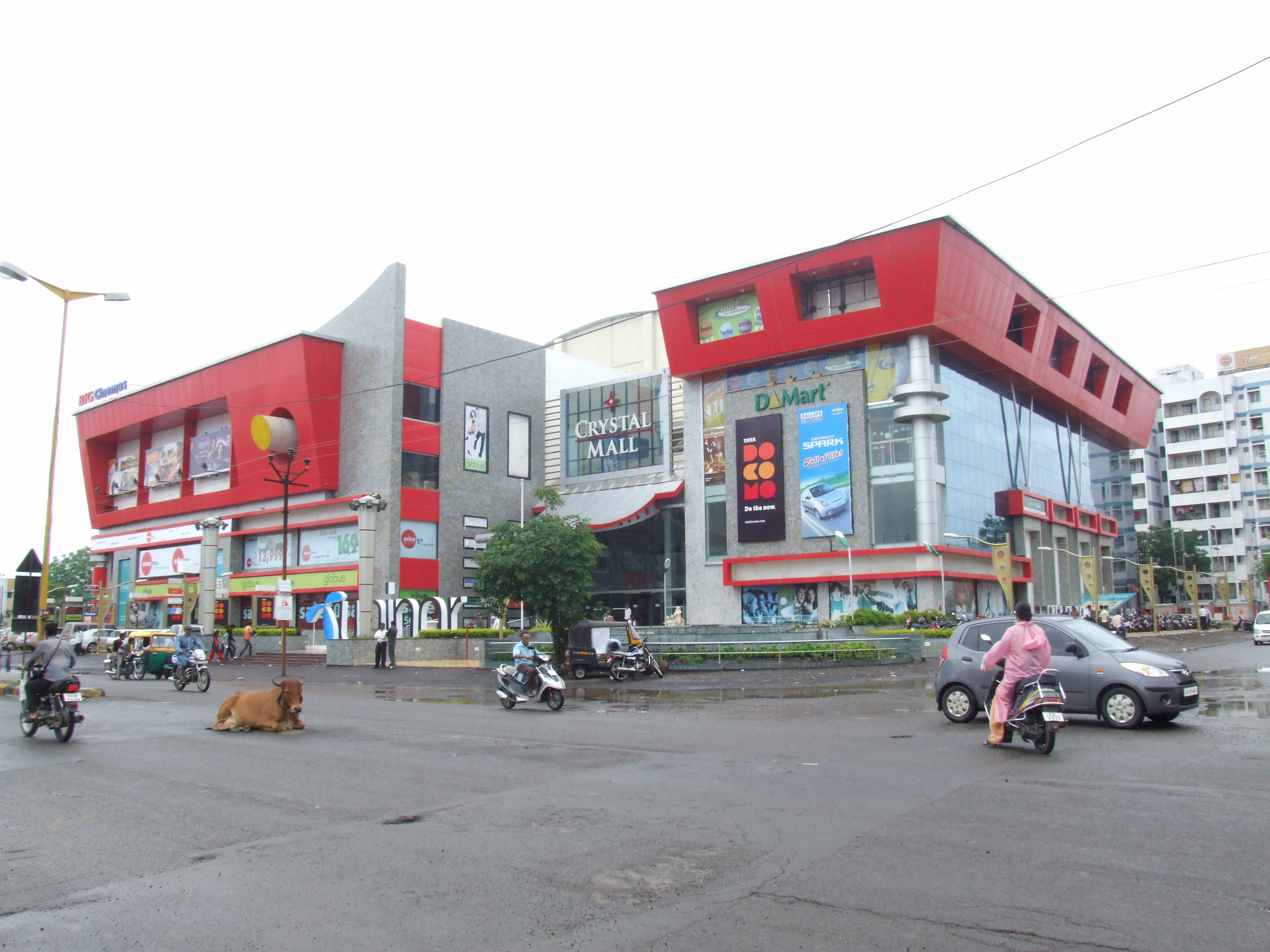
Straßenszene in Rajkot

Einwohnerstärkste Ortschaft des Distrikts ist Rajkot mit fast 1,4 Millionen Bewohnern. Weitere Großstädte sind Morvi, Jetpur Navagadh und Gondal. Weitere bedeutende Städte mit einer Einwohnerschaft von mehr als 20.000 Menschen sind Dhoraji, Upleta, Kotharia, Jasdan und Wankaner. Die städtische Bevölkerung macht 58,19 Prozent der gesamten Bevölkerung aus.